# Leitebakk
Leitebakk este o localitate din comuna Giske, provincia Møre og Romsdal, Norvegia, cu o suprafață de 0,47 km² și o populație de 598 locuitori (2013).